# Список керівників держав XIX століття до н. е.
Список керівників держав XX століття до н. е. — Список керівників держав XVIII століття до н. е.

## Азія

### Елам

#### Династія Сімашкі
- Індатту-напір, цар (поч. ХІХ ст. до н. е.)
- Індатту-темпті, цар (пер. пол. ХІХ ст. до н. е.)

#### Династія Суккаль-махів (Епартидів)
- Епарті, цар (бл. 1850 – 1830 р. до н. е.)
- Шилхаха, цар (бл. 1830 – 1800 до н. е.)

### Китай

#### Династія Ся(існування спірне)
- Сі, цар (ХХ – ХІХ ст. до н. е.)
- Бу Цзян, цар (1890 – 1831 до н. е.)
- Чжон, цар (1831 – 1810 до н. е.)
- Цзінь, цар (1810 – 1789 до н. е.)

### Межиріччя

#### Ашшур
- Ілушума, правитель (ХХ – ХІХ ст. до н. е.)
- Ерішум І, правитель (ХХ – ХІХ ст. до н. е.)
- Ікунум, правитель (ХІХ ст. до н. е.)
- Шарру-кін І, правитель (ХІХ ст. до н. е.)
- Пузур-Ашшур ІІ, правитель (ХІХ ст. до н. е.)
- Нарам-Сін, правитель (ХІХ ст. до н. е.)
- Ерішум ІІ, правитель (ХІХ ст. до н. е.)
- Шамши-Адад І, цар (ХІХ – XVIII ст. до н. е.)

#### Вавилон
- Суму-абум, цар (ХІХ ст. до н. е.)
- Суму-ла-Ель, цар (ХІХ – XVIII ст. до н. е.)
- Сабіум, цар (ХІХ – XVIII ст. до н. е.)
- Апіль-Сін, цар (ХІХ – XVIII ст. до н. е.)
- Сін-мубалліт, цар (ХІХ – XVIII ст. до н. е.)

#### Ешнунна
- Ібаль-пі-Ель І, цар (пер. пол. ХІХ ст. до н. е.)
- Іпік-Адад ІІІ, цар (сер. ХІХ ст. до н. е.)
- Нарам-Сін, цар (др. пол. ХІХ ст. до н. е.)
- Ібні-Ерра, цар (кін. ХІХ ст. до н. е.)

#### Ісін(перша династія)
- Ідді-Даган, цар (ХХ – ХІХ ст. до н. е.)
- Ішме-Даган, цар (ХХ – ХІХ ст. до н. е.)
- Ліпіт-Іштар, цар (ХХ – ХІХ ст. до н. е.)
- Ур-Нінурта, цар (ХХ – ХІХ ст. до н. е.)
- Бур-Сін, цар (ХІХ ст. до н. е.)
- Ліпіт-Енліль, цар (ХІХ ст. до н. е.)
- Ерра-імітті, цар (ХІХ ст. до н. е.)
- Енліль-бані, цар (ХІХ – XVIII ст. до н. е.)
- Замбія, цар (ХІХ – XVIII ст. до н. е.)
- Ітер-піша, цар (ХІХ – XVIII ст. до н. е.)
- Ур-дукуга, цар (ХІХ – XVIII ст. до н. е.)
- Сін-магір, цар (ХІХ – XVIII ст. до н. е.)
- Дамік-ілішу І, цар (ХІХ – XVIII ст. до н. е.) – захоплено Ларсою

#### Ларса
- Саміум, цар (ХХ – ХІХ ст. до н. е.)
- Забайа, цар (ХХ – ХІХ ст. до н. е.)
- Гунгунум, цар (ХХ – ХІХ ст. до н. е.)
- Абісаріхі, цар (ХХ – ХІХ ст. до н. е.)
- Суму-Ель, цар (ХІХ ст. до н. е.)
- Нур-Адад, цар (ХІХ – XVIII ст. до н. е.)
- Сін-іддінам, цар (ХІХ – XVIII ст. до н. е.)
- Сін-эрібам, цар (ХІХ – XVIII ст. до н. е.)
- Сін-ікішам, цар (ХІХ – XVIII ст. до н. е.)
- Циллі-Адад, цар (ХІХ – XVIII ст. до н. е.)
- Варад-Сін, цар (ХІХ – XVIII ст. до н. е.)
- Рім-Сін, цар (ХІХ – XVIII ст. до н. е.)

#### Марі
- Яггід-Лім, цар (ХІХ ст. до н. е.)
- Яхдун-Лім, цар (ХІХ – XVIII ст. до н. е.)

### Куссарське царство(хетти)
- Пітхана, цар (ХІХ – XVIII ст. до н. е.)

## Африка

### Середнє царство (Стародавній Єгипет)

#### Дванадцята династія
- Сенурсет I, фараон (ХХ – ХІХ ст. до н. е.)
- Аменемхет II, фараон (ХХ – ХІХ ст. до н. е.)
- Сенусерт II,  фараон (ХІХ ст. до н. е.)
- Сенусерт III, фараон (ХІХ ст. до н. е.)
- Аменемхет III, фараон (ХІХ – XVIII ст. до н. е.)
- Аменемхет IV, фараон (ХІХ – XVIII ст. до н. е.)
- Нефрусебек, цариця (ХІХ – XVIII ст. до н. е.)